# Internationella symbolen för tillgänglighet

Internationella symbolen för tillgänglighet

Internationella symbolen för tillgänglighet består av en blå fyrkant med en vit, stiliserad bild av en person i rullstol. 
Den första versionen av symbolen skapades av den danska designstudenten Susanne Koefoed 1968. Karl Montan skapade den slutgiltiga versionen genom att lägga till ett huvud.
Symbolen används för att uppmärksamma tillgänglighetsanpassade parkeringsplatser, dörrar, offentliga toaletter, och mycket mer. Den används inte bara för rullstolsanpassade platser och redskap, utan också för situationer där andra sorters funktionshinder har åtgärdats.  
Symbolen tillhör ISO:s internationella bibliotek över standardiserade symboler.
Internationella symbolen för tillgänglighet har en egen plats i Unicode-uppsättningen: U+267F, "Wheelchair symbol".

## Uppdaterad symbol

Accessible Icon Projects uppdaterade symbol

I takt med att rörelser för tillgänglighet har synts mer i debatten, så har opinion väckts för att symbolen ska uppdateras.  
1994 gjorde Brendan Murphy ett förslag där personen i symbolen är mer aktiv. 2005 skapade Kevin Dresser en version, på uppdrag av MoMA, där symbolens fokus låg på personen istället för på  rullstolen.
Formgivaren Sara Hendren och filosofiprofessorn Brian Glenney har varit tongivande i diskussionen, med sitt Accessible Icon Project. De skapade cirka 2010 en ny version av symbolen där personen i rullstolen är mer aktiv, delvis inspirerad av Murphys förslag. Den nya symbolen är också anpassad för att passa bättre ihop med ISO:s symbolspråk.
Accessible Icon Projects symbol har fått stor spridning och börjat användas på officiella skyltar, bland annat i New York.